# Rovescala
Rovescala là một đô thị ở tỉnh Pavia trong vùng Lombardia của Ý, có cự ly khoảng 50 km về phía đông nam của Milan và khoảng 25 km về phía đông nam của Pavia. Tại thời điểm ngày 31 tháng 12 năm 2004, đô thị này có dân số 935 người và diện tích là 8,3 km².
Rovescala giáp các đô thị sau: Castel San Giovanni, Montù Beccaria, San Damiano al Colle, Santa Maria della Versa, Ziano Piacentino.